# Difenil éter
El difenil éter es un éter aromático de fórmula molecular C12H10O.